# Allopodagrion erinys
Allopodagrion erinys är en trollsländeart som först beskrevs av Friedrich Ris 1913.  Allopodagrion erinys ingår i släktet Allopodagrion och familjen Megapodagrionidae. IUCN kategoriserar arten globalt som otillräckligt studerad. Inga underarter finns listade i Catalogue of Life.